# Classe (biologia)

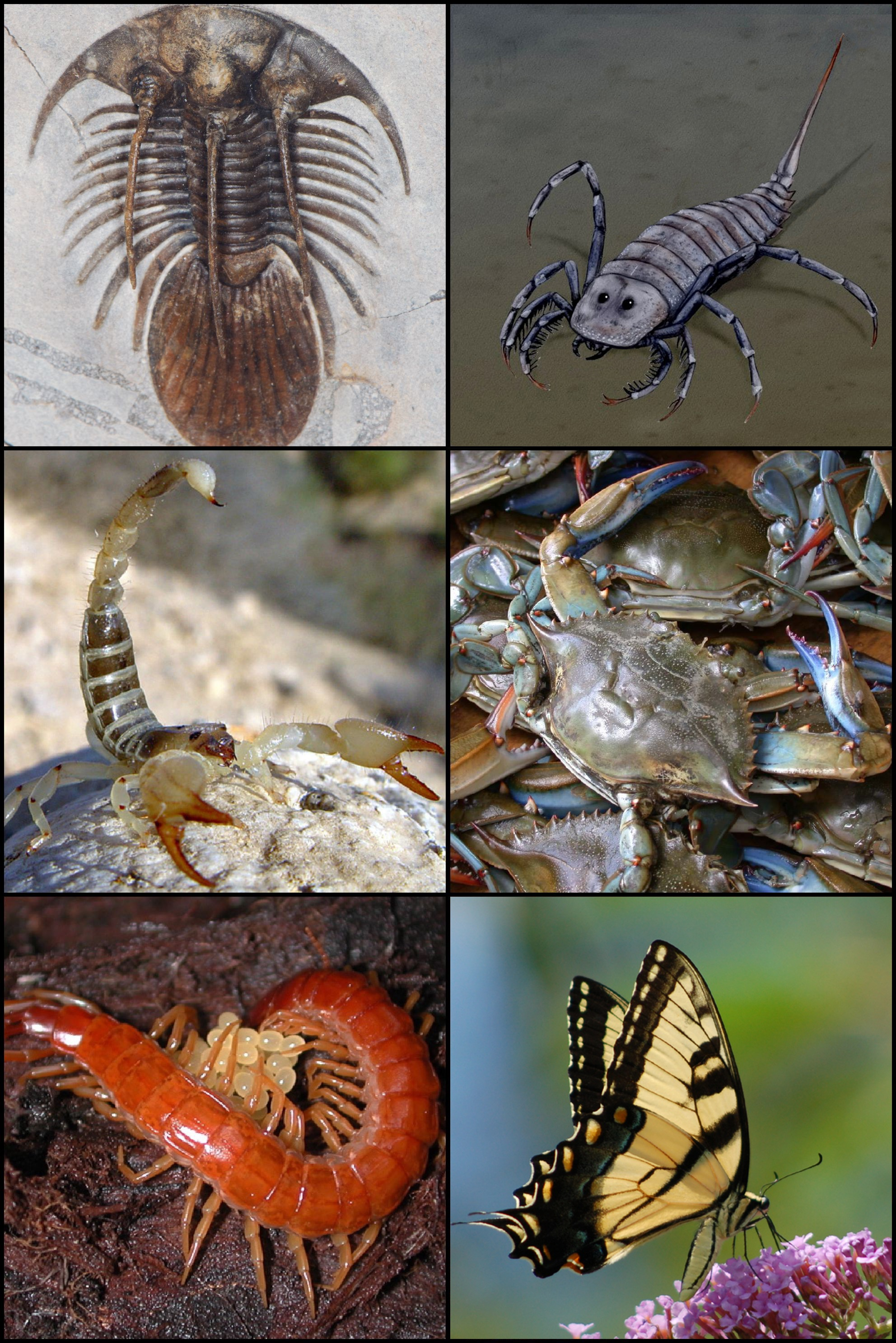
Classes de l'embrancament dels artròpodes:
Trilobits
Euriptèrids
Aràcnids
Crustacis
Miriàpodes
Insectes

En biologia, una classe és una categoria taxonòmica, un grup de la taxonomia que comprèn diversos ordres d'éssers vius.
És el tercer nivell de la classificació científica clàssica o linneana de les espècies. Jeràrquicament se situa per sota del regne i el fílum. Però davant la dificultat de classificació d'algunes espècies, s'agrupen les classes en superclasses i els individus d'una classe en subclasses, infraclasses i parvclasses (que deriva del llatí amb el significat literal de "classe petita", és una categoria taxonòmica situada per sota de la infraclasse i per sobre de l'ordre).
Nivells de classificació de general a particular (els nivells obligatoris estan marcats en fons rosa):
| Fílum                     |
| [Subfilum] [Infrafilum]   |
| [Superclasse]             |
| Classe                    |
| [Subclasse] [Infraclasse] |
| [Superordre]              |
| Ordre                     |

Les classes de vertebrats, segons la taxonomia tradicional, són:
- Classe Mammalia (mamífers)
- Classe Aves (aus, ocells)
- Classe Reptilia (rèptils)
- Classe Amphibia (amfibis)
- Classe Osteichthyes (peixos ossis)
- Classe Chondrichthyes (peixos cartilaginosos)
- Classe Agnatha (peixos sense mandíbules)

## Nomenclatura binomial

### Zoologia
El Codi Internacional de Nomenclatura Zoològica no regula els noms de les classes del regne animal que, per tant, reben noms diversos sense cap norma que els tipifiqui, com per exemple, classe Mammalia, classe Insecta, subclasse Prototheria, etc.

### Botànica
Els organismes estudiats tradicionalment per la botànica (plantes, algues i fongs) es regeixen pel  Codi Internacional de Nomenclatura per a algues, fongs i plantes (Codi de Shenzhen),  que tipifica les terminacions de les classes i subclasses en el seu article 16.3, essent diferent per cadascun dels tres grups:

#### Plantes
La següent taula és un resum de les terminacions de les classes i subclasses de les plantes:
| Categoria | Terminació | En català       | Gènere gramatical | Exemple                            |
| --------- | ---------- | --------------- | ----------------- | ---------------------------------- |
| Classe    | -opsida    | -òpsida/òpsides | femení            | Magnoliopsida (les magnoliòpsides) |
| Subclasse | -idae      | -ida/ides       | femení            | Magnoliidae (les magnòlides)       |

#### Algues
La següent taula és un resum de les terminacions de les classes i subclasses de les algues:
| Categoria | Terminació | En català       | Gènere gramatical | Exemple                         |
| --------- | ---------- | --------------- | ----------------- | ------------------------------- |
| Classe    | -phyceae   | -fícia/fícies   | femení            | Chlorophyceae (les clorofícies) |
| Subclasse | -phycidae  | -fícida/fícides | femení            |                                 |

#### Fongs
La següent taula és un resum de les terminacions de les classes i subclasses dels fongs:
| Categoria | Terminació | En català         | Gènere gramatical | Exemple                                |
| --------- | ---------- | ----------------- | ----------------- | -------------------------------------- |
| Classe    | -mycetes   | -micet/micets     | masculí           | Saccharomycetes (els sacaromicets)     |
| Subclasse | -mycetidae | -micètid/micètids | masculí           | Agaricomycetidae (els agaricomicètids) |

## Història
La classe com un rang diferent de classificació biològica que té el seu propi nom distintiu (i no només com un gènere de nivell superior (gènere summum)) va ser introduïda per primera vegada pel botànic francès Joseph Pitton de Tournefort a la seva classificació de plantes que va aparèixer als seus Eléments de botanique, de 1694.
En la mesura que es disposa d'una definició general de classe, històricament s'ha concebut com si abastés taxons que combinen un grau diferent d'organització, és a dir, un nivell de complexitat, mesurat en termes de la diferència dels seus sistemes d'òrgans a diferents regions o subórgans, amb un tipus diferent de construcció, és a dir, una disposició particular dels sistemes d'òrgans. Dit això, la composició de cada classe està determinada en darrera instància pel judici subjectiu dels taxònoms.
En la primera edició del seu Systema Naturae (1735), Carl von Linné va dividir els seus tres regnes de la naturalesa (minerals, vegetals i animals) en classes. Només en el regne animal les classes de Linné són similars a les classes utilitzades avui en dia; les seves classes i ordres de plantes no pretenien representar grups naturals, sinó més aviat proporcionar una convenient "clau artificial" segons el seu Systema Sexuale (vegeu Taxonomia linneana), basada en gran manera en la disposició de les flors. En botànica, ara poques vegades es parla de classes. Des de la primera publicació del Sistema APG el 1998, que proposava una taxonomia de les angiospermes fins al nivell d'ordres, moltes fonts han preferit tractar els rangs superiors als ordres com a clades informals.
La classe es considerava el nivell més alt de la jerarquia taxonòmica fins que els embranchements (plans estructurals d'organització) de Georges Cuvier, anomenats per primera vegada phylum (fílum) per Ernst Haeckel, es van introduir a principis del segle xix.